# Henry Howard, XIX conte di Suffolk
Henry Molyneux Paget Howard (13 settembre 1877 – 21 aprile 1917) è stato un nobile e militare britannico.

## Biografia
Era figlio di Henry Howard, XVIII conte di Suffolk e di Mary Eleanor Lauderdale.
Studiò al Winchester College.
Divenne secondo luogotenente nel quarto battaglione del reggimento Gloucestershire il 12 febbraio 1896 e fu promosso luogotenente il 2 febbraio 1897.
Succedette a suo padre come conte di Suffolk nel 1898 venendo a far parte della camera dei lords.
Il 16 dicembre 1898 fu secondo come Aiutante di campo di George Curzon, I marchese Curzon di Kedleston, viceré di India, e fu promosso a capitano mentre prestava servizio l'11 aprile 1900.
Il 26 dicembre 1904 sposò Margaret Leiter, cognata di Lord Curzon, da cui ebbe tre figli:
- Charles Howard, XX conte di Suffolk (1906–1941);
- Hon. Cecil John Arthur Howard (24 giugno 1908 – 1985),sposò l'attrice Frances Drake;
- Lt.-Cdr. Hon. Greville Howard (1909–1987).

Diede le dimissioni dal suo incarico il 28 gennaio 1907.
Il 9 giugno 1908 fu mandato come maggiore, comandante della batteria Wiltshire Battery, terza brigata Wessex, della Royal Field Artillery.
Questa formazione territoriale fu mandata in India durante la prima guerra mondiale e conseguentemente prestò servizio nella Campagna della Mesopotamia. Durante la battaglia di Istabulat, Suffolk venne ucciso da una scheggia di proiettile che gli colpì il cuore. Venne sepolto nel cimitero di guerra di Basra in Iraq.
Gli succedette il figlio Charles.

## Ascendenza
|                                           |                                         |                                        | Genitori                                |  |  | Nonni |  |  | Bisnonni                            |  |  | Trisnonni                        |  |
|                                           |                                         |                                        |                                         |  |  |       |  |  | Thomas Howard, XVI conte di Suffolk |  |  | John Howard, XV conte di Suffolk |  |
|                                           |                                         |                                        |                                         |  |  |       |  |  | Thomas Howard, XVI conte di Suffolk |  |  | John Howard, XV conte di Suffolk |  |
|                                           |                                         | Julia Gaskarth                         |                                         |  |  |       |  |  | Thomas Howard, XVI conte di Suffolk |  |  |                                  |  |
| Charles Howard, XVII conte di Suffolk     |                                         |                                        |                                         |  |  |       |  |  | Thomas Howard, XVI conte di Suffolk |  |  |                                  |  |
|                                           |                                         | Elizabeth Jane Dutton                  | James Dutton, I barone Sherborne        |  |  |       |  |  |                                     |  |  |                                  |  |
|                                           |                                         | Elizabeth Jane Dutton                  | James Dutton, I barone Sherborne        |  |  |       |  |  |                                     |  |  |                                  |  |
|                                           |                                         | Elizabeth Jane Dutton                  | Elizabeth Coke                          |  |  |       |  |  |                                     |  |  |                                  |  |
| Henry Howard, XVIII conte di Suffolk      |                                         | Elizabeth Jane Dutton                  |                                         |  |  |       |  |  |                                     |  |  |                                  |  |
|                                           |                                         | Henry Howard-Molyneux-Howard           | Henry Howard                            |  |  |       |  |  |                                     |  |  |                                  |  |
|                                           |                                         | Henry Howard-Molyneux-Howard           | Henry Howard                            |  |  |       |  |  |                                     |  |  |                                  |  |
|                                           |                                         | Henry Howard-Molyneux-Howard           | Juliana Molyneux                        |  |  |       |  |  |                                     |  |  |                                  |  |
| Isabella Catherine Howard-Molyneux-Howard |                                         | Henry Howard-Molyneux-Howard           |                                         |  |  |       |  |  |                                     |  |  |                                  |  |
|                                           |                                         | Elizabeth Long                         | Edward Long                             |  |  |       |  |  |                                     |  |  |                                  |  |
|                                           |                                         | Elizabeth Long                         | Edward Long                             |  |  |       |  |  |                                     |  |  |                                  |  |
|                                           |                                         | Elizabeth Long                         | Mary Ballard Beckford                   |  |  |       |  |  |                                     |  |  |                                  |  |
| Henry Howard, XIX conte di Suffolk        |                                         | Elizabeth Long                         |                                         |  |  |       |  |  |                                     |  |  |                                  |  |
|                                           | George Coventry, VIII conte di Coventry | George Coventry, VII conte di Coventry |                                         |  |  |       |  |  |                                     |  |  |                                  |  |
|                                           | George Coventry, VIII conte di Coventry | George Coventry, VII conte di Coventry |                                         |  |  |       |  |  |                                     |  |  |                                  |  |
|                                           | George Coventry, VIII conte di Coventry | Peggy Pitches                          |                                         |  |  |       |  |  |                                     |  |  |                                  |  |
| Henry Amelius Coventry                    | George Coventry, VIII conte di Coventry |                                        |                                         |  |  |       |  |  |                                     |  |  |                                  |  |
|                                           |                                         | Mary Beauclerk                         | Aubrey Beauclerk, VI duca di St. Albans |  |  |       |  |  |                                     |  |  |                                  |  |
|                                           |                                         | Mary Beauclerk                         | Aubrey Beauclerk, VI duca di St. Albans |  |  |       |  |  |                                     |  |  |                                  |  |
|                                           |                                         | Mary Beauclerk                         | Jane Moses                              |  |  |       |  |  |                                     |  |  |                                  |  |
| Mary Coventry                             |                                         | Mary Beauclerk                         |                                         |  |  |       |  |  |                                     |  |  |                                  |  |
|                                           |                                         | James Dundas                           | George Dundas                           |  |  |       |  |  |                                     |  |  |                                  |  |
|                                           |                                         | James Dundas                           | George Dundas                           |  |  |       |  |  |                                     |  |  |                                  |  |
|                                           |                                         | James Dundas                           | Christian Stirling                      |  |  |       |  |  |                                     |  |  |                                  |  |
| Caroline Stirling Dundas                  |                                         | James Dundas                           |                                         |  |  |       |  |  |                                     |  |  |                                  |  |
|                                           |                                         | Mary Tufton Duncan                     | Adam Duncan, I visconte di Camperdown   |  |  |       |  |  |                                     |  |  |                                  |  |
|                                           |                                         | Mary Tufton Duncan                     | Adam Duncan, I visconte di Camperdown   |  |  |       |  |  |                                     |  |  |                                  |  |
|                                           |                                         | Mary Tufton Duncan                     | Henrietta Dundas                        |  |  |       |  |  |                                     |  |  |                                  |  |
|                                           |                                         | Mary Tufton Duncan                     |                                         |  |  |       |  |  |                                     |  |  |                                  |  |